# Gladiolus abyssinicus
Gladiolus abyssinicus là một loài thực vật có hoa trong họ Diên vĩ. Loài này được (Brongn. ex Lem.) B.D.Jacks. miêu tả khoa học đầu tiên năm 1893.